# Haegiela tatei
Haegiela tatei là một loài thực vật có hoa trong họ Cúc. Loài này được (F.Muell.) P.S.Short & Paul G.Wilson mô tả khoa học đầu tiên năm 1990.